# VIXX
VIXX (em coreano:  빅스; acrônimo para Voice, Visual, Value in Excelsis) é um boy group sul-coreano formado pela Jellyfish Entertainment. Originalmente o grupo consistia em N, Leo, Ken, Ravi, Hongbin e Hyuk. Em 07 de agosto de 2020, foi anunciado que Hongbin deixou o grupo. Todos os membros participaram do reality show da Mnet, MyDOL. Os membros foram escolhidos em um sistema de eliminação através do visualizador de votos no sexy back. VIXX 

## História

### Pré-estreia
Antes de sua estreia, os membros do VIXX eram 6 de 10 competidores no reality show da Mnet Mydol. N, Leo, Ravi e Hongbin participaram do vídeo musical da canção Let Die de Brian Joo. N, Leo e Ravi também apareceram em Shake It Up de Seo In-Guk e Hongbin foi destaque em Tease Me também de Seo In-Guk.

### 2012:Superhero,Rock Ur BodyeJelly Christmas 2012 Heart Project
VIXX estreou com "Super Hero" em 24 de maio de 2012 no M! Countdown. Sua primeira apresentação no exterior foi na Otakon Convention em Baltimore, Maryland em 27 de julho. Em 14 de agosto de 2012 VIXX lançou "Rock Ur Body". O grupo também participou da KCON 2012 em 13 de outubro.
ViXX também fez parte do projeto de inverno da Jellyfish, Jelly Christmas 2012 Heart Project, com os seus colegas de gravadora Lee Seok Hoon, Park Hyo Shin, Seo In-guk e Sung Shi Kyung. Em 5 de dezembro, a faixa título, "Because It's Christmas", foi lançada digitalmente.

### 2013:On and On,Hyde,Jekyll,VoodooeJelly Christmas 2013
Em 6 de janeiro de 2013, VIXX pré-lançou seu terceiro single, "Don’t Want To Be An Idol". O seu terceiro álbum single, I'm Ready To Get Hurt (On and On), foi lançado em 17 de janeiro.
O mini-álbum, Hyde, foi lançado em 20 de maio. A canção título do álbum repaginado Jekyll, "G.R.8.U / You.Are.Im.pres.sive", foi lançada em 31 de julho. Ele estreou em #1 em três paradas musicais on-line, Bugs, Naver Music e Soribada.
VIXX revelou em 2 de outubro de 2013, que estariam colaborando com a banda indi OKDAL (옥상 달빛 ou Oksang Dalbit) para o álbum, Y.BIRD from Jellyfish Island. Em 11 de outubro, o vídeo da canção "Girls, Why?" foi lançado.
Em 8 de novembro, VIXX pré-lançou um single, bem como o vídeo da música para a canção, "Only U", de seu próximo álbum de estúdio, Voodoo. Em 20 de novembro, a faixa-título, "Voodoo Doll", foi lançada e em 25 de novembro, o álbum em si foi lançado. Em 6 de dezembro, VIXX ganhou o primeiro lugar para o episódio da semana do Music Bank com "Voodoo Doll", tornando-se a sua primeira vitória em um programa musical desde sua estreia.
Os artistas da Jellyfish Entertainment, incluindo VIXX, divulgou sua canção anual de Natal em 10 de dezembro, intitulada "Winter Confession" para Jelly Christmas 2013. A canção liderou as paradas Instiz por 2 semanas consecutivas, a Billboard K-Pop Hot 100 e também nas paradas Gaon.

### 2014:Eternity,Darkest AngelseError
Em 5 de março de 2014, Jellyfish Entertainment anunciou que VIXX faria seu retorno em meados de abril ou início de maio.
Em 18 de maio, o título do quarto álbum single do VIXX, Eternity, foi revelado através fancafe oficial do grupo e o teaser do vídeo musical foi lançado em 22 de maio. Em 27 de maio o álbum e vídeo da música foram lançados. Em 19 de maio, Jellyfish revelou que VIXX estaria fazendo sua estreia no mercado japonês com o álbum Darkest Angels em 2 de julho de 2014. Em 20 de junho, foi anunciado que o grupo se apresentaria no festival KCON em 9 de agosto e 10 de agosto. Este sendo o segundo ano que o grupo participa do festival, sendo o primeiro em 2012.
Em 25 de setembro de 2014, a Jellyfish Entertainment confirmou que o grupo faria seu retorno em 14 de outubro. Em 4 de outubro, a lista das músicas do segundo mini-álbum do VIXX foi revelada através de seu site oficial. Em 10 de outubro, VIXX lançou o vídeo teaser da música "Error", e o vídeo completo da música foi lançado junto com o mini-álbum, de mesmo nome, em 14 de outubro. Em 10 de dezembro de 2014, o grupo lançou a versão em japonês de "Error", que incluiu também a versão em japonês de "Youth Hurts".

### 2015:Boys' Record
Em 16 de janeiro de 2015, foi relatado que VIXX estava planejando um retorno para fevereiro com um novo álbum remake. Em 11 de fevereiro, "Farewell Formula" do R.ef foi revelada como a faixa-título do novo álbum remake do grupo. Em 20 de fevereiro, o vídeo teaser da música "Love Equation" foi lançado. Em 23 de fevereiro foi lançada a versão completa do vídeo de "Love Equation". Em 24 de fevereiro, o álbum Boys' Record foi lançado.

## Integrantes
| VIXX           | VIXX           | VIXX               | VIXX               | VIXX                              | VIXX                        | VIXX                                                    | VIXX |
| Nome Artístico | Nome Artístico | Nome de Nascimento | Nome de Nascimento | Data de Nascimento                | Local de Nascimento         | Posição no Grupo                                        |      |
| Romanizado     | Hangul         | Romanizado         | Hangul             | Data de Nascimento                | Local de Nascimento         | Posição no Grupo                                        |      |
| -------------- | -------------- | ------------------ | ------------------ | --------------------------------- | --------------------------- | ------------------------------------------------------- | ---- |
| N              | 엔             | Cha Hakyeon        | 차학연             | 30 de junho de 1990 (34 anos)     | Changwon, Gyeongsang do Sul | Líder, Dançarino Principal, Vocalista Líder e Face.     |      |
| Leo            | 레오           | Jung Taekwoon      | 정택운             | 10 de novembro de 1990 (34 anos)  | Seoul                       | Vocalista Principal.                                    |      |
| Ken            | 켄             | Lee Jaehwan        | 이재환             | 6 de abril de 1992 (32 anos)      | Seoul                       | Vocalista Principal.                                    |      |
| Ravi           | 라비           | Kim Wonsik         | 김원식             | 15 de fevereiro de 1993 (32 anos) | Seoul                       | Rapper Principal, Dançarino Líder e Vocalista de Apoio. |      |
| Hongbin        | 홍빈           | Lee Hongbin        | 이홍빈             | 29 de setembro de 1993 (31 anos)  | Seoul                       | Vocalista de Apoio e Visual.                            |      |
| Hyuk           | 혁             | Han Sanghyuk       | 한상혁             | 5 de julho de 1995 (29 anos)      | Daejeon                     | Dançarino Guia, Vocalista Guia e Maknae.                |      |

- Líder: Responsavel pelo grupo.
- Visual: Mais bonito, eleito pela empresa do grupo.
- Face: Mais popular.
- Maknae: Mais novo.

## Discografia

### Álbuns de estúdio
- 2013: VOODOO
- 2015: Chained Up
- 2018: EAU DE VIXX

### Extended plays
- 2013: Hyde / Jekyll (repackaged mini álbum)
- 2014: Error

### Singles
- 2012: Super Hero
- 2012: Rock Ur Body
- 2013: 다칠 준비가 돼 있어 (On & On)
- 2014: Eternity
- 2015: Boys' Record
- 2016: Zelos
- 2016: Hades
- 2016: Kratos
- 2017: Shangri-La
- 2018: Scentist
- 2019: Parallel

### Lançamentos japoneses

#### Álbuns
- 2016: Depend on Me

#### Singles
- 2014: Error -Japanese Ver.-
- 2015: Can't say
- 2016: HanaKaze (花風)

### Lançamentos chineses

#### Singles
- 2015: Destiny Love
- 2015: Chained Up -Chinese Ver.-

## Filmografia

### Séries
- 2013: The Heirs (Participação; Episódio 4)
- 2014: Hotel King (N; Papel de apoio)
- 2014: Boarding House No. 24 (Ken; Papel principal)
- 2014: Glorious Days (Hongbin; Papel de apoio)
- 2015: Family Outing (N; Papel de apoio)
- 2015: Sassy Go Go (N; Papel principal)
- 2016: Moorim School (Hongbin; Papel principal)
- 2016: What's With Money? (N; Papel de apoio)
- 2017: Ms. Perfect (N; Papel de apoio)
- 2017: Tunnel (N; Papel de apoio/principal)
- 2018: A witch love (Hongbin; Papel principal)

### Reality shows
- 2012: MyDOL
- 2012: VIXX's MTV Diary
- 2013: Plan V Diary
- 2013: VIXX File
- 2015: VIXX's One Fine Day

### Aparições em vídeos musicais
- 2011: Shake It Up – Seo In-guk (N, Leo, Ravi e Hongbin)
- 2012: Let This Die – Brian Joo (N, Leo e Ravi)
- 2012: Tease Me – Seo In-guk (Hongbin)
- 2014: Peppermint Chocolate – K.Will, MAMAMOO e Wheesung (N e Hongbin)

## Turnês
- 2013: The Milky Way Global Showcase
- 2014: VIXX Live Fantasia - Hex Sign
- 2014: VIXX US Tour
- 2015: VIXX Live Fantasia - UTOPIA
- 2015: VIXX Live showcase - CHAINED UP
- 2016: VIXX Live Fantasia - ELYSIUM
- 2017: VIXX Live Shangri-La